# Fūryū
Pour l'entreprise japonaise, voir FuRyu.
Le terme de fūryū (風流, littéralement « souffle du vent » ou « cours du vent ») est une doctrine philosophique japonaise qui cherche à marquer une idée de style, de finesse, d'élégance ou de beauté. Cette idée, employée par Bashō Matsuo, traverse et se retrouve notamment dans la cérémonie du thé, la peinture japonaise, l'ikebana, les haïkus ou l'ukiyo-e. 
Fūryū désigne dans le bushido l'une des bases de l'éducation du samouraï de l'époque des shoguns Tokugawa (1603-1868) sur la notion du confucianisme chinois qui voulait que l'éducation du sage et celle du guerrier se rejoignent et que la formation du corps ne pouvait aller sans celle de l'esprit. Cette notion de fūryū fut reprise par le bouddhisme zen (zen-shu) et reposait sur une trilogie : la simplicité intérieure (sabi), l'attention aux choses simples de la vie (wabi) et la sensibilisation à ce qui se trouve derrière le superficiel (yūgen). Cette trilogie était le cadre à l'intérieur duquel le samouraï devait découvrir la pureté de la pensée (sei), la valeur du calme (jaku), l'harmonie intérieure (wa), la sagesse (juju) et l'humilité, c'est-à-dire les critères d'une véritable éducation morale.